# Sin pijama
Sin pijama è un singolo della cantante statunitense Becky G e della cantante dominicana Natti Natasha, pubblicato il 20 aprile 2018 come secondo estratto dal primo album in studio di Becky G Mala santa.
Sempre nel 2018 venne pubblicato un remix inedito  con Nio Gracia e Casper Magico.

## Descrizione
Il brano è stato scritto da Becky G, Natti Natasha, Nate Campany, Kyle Sherear, Rafael Pina, Daddy Yankee, Gaby Music, Mau y Ricky, Jon Leone e Camilo Echverry. Becky G ha registrato la canzone prima di offrirla a Natasha per un duetto. In una intervista con Natasha per Vevo, Becky ha ricordato: "Quando ho sentito che hai amato la canzone e che volevi farne parte, ero sollevata!''
Sin pijama è una canzone reggaeton. I testi riguardano la sensualità e il desiderio di sesso, con doppi sensi di una coppia che non riesce a dormire perché uno di loro ha lasciato il pigiama a casa. Becky ha affermato che la traccia è "sexy e stimolante in un modo in cui alcune persone potrebbero sentirsi a disagio, ma sono contenta perché voglio che pensino un po' di più, in quanto è difficile per le persone accettare che le donne possano possedere la loro sessualità".

## Accoglienza
Suzette Fernandez della rivista Billboard ha detto che Sin pijama dimostra che "le donne stanno prendendo il controllo della musica latina" e "possono anche dominare il genere urban". Clarín l'ha considerata "una hit sensuale, provocatoria e accattivante"

## Video musicale
Il video musicale è stato diretto dal regista venezuelano Daniel Durán e girato a New York. Becky G e Natasha si sono incontrate per la prima volta sul set del videoclip. Il video include un cameo del cantante americano Prince Royce. È stato presentato in anteprima sul canale Vevo di Becky G il 20 aprile 2018.
Il video inizia con Prince Royce, in uno studio di registrazione, che riceve una videochiamata da Becky G. Lei e Natasha partecipano ad una festa in villa che termina con un pigiama party. Le cantanti partecipano anche a un servizio fotografico, una lotta con i cuscini e una partita a biliardo. In un colpo di scena, la festa si rivela essere una fantasia di Royce, che manda in seguito un messaggio a Becky G e Natasha, le quali, indossando una maschera per il viso, urlano dalla gioia.  Becky G ha apprezzato il finale perché credeva che rappresentasse la realtà e non voleva che la sessualità fosse l'unica cosa a cui è associata.
Il video ha superato le 100 milioni di visualizzazioni il 9 maggio 2018, meno di tre settimane dalla sua pubblicazione.

## Classifiche

### Classifiche settimanali
| Classifica (2018)     | Posizione massima |
| --------------------- | ----------------- |
| Argentina             | 3                 |
| Belgio (Fiandre)      | 70                |
| Italia                | 80                |
| Paesi Bassi           | 97                |
| Portogallo            | 23                |
| Repubblica Dominicana | 1                 |
| Romania               | 6                 |
| Slovacchia            | 27                |
| Spagna                | 1                 |
| Stati Uniti           | 70                |
| Svizzera              | 33                |

### Classifiche di fine anno
| Classifica (2020)     | Posizione |
| --------------------- | --------- |
| Argentina             | 30        |
| Bolivia               | 19        |
| Cile                  | 20        |
| Colombia              | 37        |
| Costa Rica            | 18        |
| Ecuador               | 16        |
| El Salvador           | 14        |
| Guatemala             | 15        |
| Honduras              | 7         |
| Nicaragua             | 12        |
| Panama                | 69        |
| Paraguay              | 10        |
| Perù                  | 12        |
| Repubblica Dominicana | 14        |
| Spagna                | 3         |
| Uruguay               | 30        |
| Venezuela             | 49        |